# Rhoden (am Fallstein)
Rhoden este un cartier al orașului Osterwieck din landul Saxonia-Anhalt, Germania. Până în 2010 a fost o comună.